# Earl of Dumfries
Earl of Dumfries ist ein erblicher britischer Adelstitel in der Peerage of Scotland.

## Verleihung
Der Titel wurde am 12. Juni 1633 für William Crichton, 1. Viscount of Air, geschaffen. Zusammen mit der Earlswürde wurden ihn die nachgeordneten Titel Viscount of Air (auch Ayr) und Lord Crichton of Cumnock geschaffen. Er war bereits am 2. Februar 1622 zum Viscount of Air und Lord Sanquhar erhoben worden und hatte 1612 von seinem Vater den Titel 9. Lord Crichton of Sanquhar geerbt, der am 29. Januar 1488 seinem Vorfahren Sir Robert Crichton verliehen worden war. Alle genannten Titel gehören zur Peerage of Scotland und sind auch in weiblicher Linie vererbbar.
Der 5. Earl erbte 1760 auch den Titel 4. Earl of Stair, der bei seinem Tod 1769 an eine andere Linie der Familie fiel.
Der 7. Earl erbte 1814 auch den Titel 2. Marquess of Bute. Die Titel sind seither dem Marquessate Bute nachgeordnet. Der älteste Sohn des jeweiligen Marquess führt seither als Heir apparent den Höflichkeitstitel Earl of Dumfries. Der Marquesstitel gehört zur Peerage of Great Britain und ist im Gegensatz zu den schottischen Titeln ausschließlich in männlicher Linie vererbbar.
Heutiger Titelinhaber ist Bryson Crichton-Stuart als 8. Marquess of Bute und 13. Earl of Dumfries.

## Liste der Lords Crichton of Sanquhar und Earls of Dumfries

### Lords Crichton of Sanquhar (1488)
- Robert Crichton, 1. Lord Crichton of Sanquhar († 1494)
- Robert Crichton, 2. Lord Crichton of Sanquhar († 1513)
- Robert Crichton, 3. Lord Crichton of Sanquhar
- Robert Crichton, 4. Lord Crichton of Sanquhar († 1536)
- William Crichton, 5. Lord Crichton of Sanquhar († 1550)
- Robert Crichton, 6. Lord Crichton of Sanquhar († 1561)
- Edward Crichton, 7. Lord Crichton of Sanquhar († 1569)
- Robert Crichton, 8. Lord Crichton of Sanquhar († 1612)
- William Crichton, 9. Lord Crichton of Sanquhar (1578–1643) (1622 zum Viscount of Ayr und Lord Sanquhar, sowie 1633 zum Earl of Dumfries und Lord Crichton of Cumnock erhoben)

### Earls of Dumfries (1633)
- William Crichton, 1. Earl of Dumfries (1578–1643)
- William Crichton, 2. Earl of Dumfries (1598–1691)
- William Crichton, 3. Earl of Dumfries († 1694)
- Penelope Crichton, 4. Countess of Dumfries († 1742)
- William Dalrymple-Crichton, 5. Earl of Dumfries, 4. Earl of Stair (1699–1769)
- Patrick McDouall-Crichton, 6. Earl of Dumfries (1726–1803)
- John Crichton-Stuart, 2. Marquess of Bute, 7. Earl of Dumfries (1793–1848)
- John Crichton-Stuart, 3. Marquess of Bute, 8. Earl of Dumfries (1847–1900)
- John Crichton-Stuart, 4. Marquess of Bute, 9. Earl of Dumfries (1881–1947)
- John Crichton-Stuart, 5. Marquess of Bute, 10. Earl of Dumfries (1907–1956)
- John Crichton-Stuart, 6. Marquess of Bute, 11. Earl of Dumfries (1933–1993)
- John Crichton-Stuart, 7. Marquess of Bute, 12. Earl of Dumfries (1958–2021)
- Bryson Crichton-Stuart, 8. Marquess of Bute, 13. Earl of Dumfries (* 1989)

Voraussichtlicher Titelerbe (Heir Presumptive) der Marquesswürde ist der Onkel des aktuellen Titelinhabers Lord Anthony Crichton-Stuart (* 1961).
Heir Presumptive der Earlswürde ist die Schwester des aktuellen Titelinhabers Lady Caroline Crichton-Stuart (* 1984).